# Височная кость
Висо́чная кость (лат. os temporale) — парная кость, участвующая в образовании основания черепа и боковой стенки свода. В ней располагается орган слуха и равновесия, внутренняя сонная артерия, часть сигмовидного синуса, преддверно-улитковый и лицевой нервы, узел тройничного нерва, ветви блуждающего и языкоглоточного нерва.

## Анатомия
Находится между клиновидной костью спереди и затылочной костью сзади. Входит в состав основания и боковой стенки черепа. В соединении с нижней челюстью височная кость образует комплексный, комбинированный височно-нижнечелюстной сустав, а также является опорой жевательного аппарата.
Она подразделяется на три части, так как является продуктом слияния нескольких костей:
1. чешуйчатую (pars squamosa),
2. барабанную (pars tympanica),
3. каменистую (pars petrosa), которая также называется пирамидой (pyramis).

Окончательный синостоз происходит к концу 1-го года жизни, замыкая наружный слуховой проход (meatus acusticus externus).
Таким образом, чешуйчатая часть лежит над ним, каменистая  кнутри от неё, барабанная — снизу и спереди.
Следы слияния частей височной кости сохраняются в виде щелей:
1. на передневерхней поверхности каменисто-чешуйчатая щель (fissura petrosquamosa);
2. в глубине нижнечелюстной ямки барабанно-чешуйчатая щель (fissura tympanosqumosa), разделённая отростком каменистой части на каменисто-чешуйчатую (fissura petrosquamosa) и на каменисто-барабанную щель (fissura petrotympanica).

Чешуйчатая часть (pars squamosa) относится к покровным костям и входит в состав костей, формирующих боковые стенки черепа. Окостеневает с участием соединительной ткани. По форме напоминает вертикально стоящую пластинку с закруглённым краем, соединённым с соответствующим краем теменной кости. 
На мозговой поверхности этой части просматриваются пальцевидные вдавления (impressiones digitatae). Вперёд отходит скуловой отросток (processus zygomaticus), который соединяется со скуловой костью. В нижней части имеется суставная ямка для сочленения с нижней челюстью (fossa mandibularis).
Барабанная часть (pars tympanica) сращена с сосцевидным отростком (processus mastoideus) и чешуйчатой частью (pars squamosa), представляет собой тонкую пластинку, ограничивающую спереди, сзади и снизу наружное слуховое отверстие (porus acusticus externus) и наружный слуховой канал (meatus acusticus externus).
Каменистая часть (pars petrosa) имеет форму трёхсторонней пирамиды, вершина которой обращена спереди и медиально, а основание, переходящее в сосцевидный отросток (processus mastoideus) — сзади и латерально. На верхушке находится внутреннее отверстие заднего канала. Внешний рельеф пирамиды обусловлен строением её как вместилища для среднего и внутреннего уха, а также для прохождения кровеносных сосудов и нервов.
Выделяют три поверхности: переднюю, заднюю и нижнюю, а также три края: передний, задний и верхний.
Передняя поверхность (facies anterior) входит в состав дна средней черепной ямки, направлена вверх и вперед. Вблизи верхушки пирамиды  располагается тройничное вдавление, латеральнее его — расщелины малого и большого каменистых нервов. Вдоль верхнего края располагается борозда верхнего каменистого синуса.
Задняя поверхность (facies posterior) обращена назад и медиально, образует часть передней стенки задней черепной ямки;. На ней располагается внутреннее слуховое отверстие, латеральнее и выше которого расположена поддуговая ямка, а ниже и латеральнее нее - наружная апертура водопровода преддверия. Вдоль заднего края проходит борозда нижнего каменистого синуса
Нижняя поверхность (facies inferior) обращена вниз и видна только на наружной поверхности основания черепа. От нижней поверхности пирамиды отходит тонкий заострённый шиловидный отросток (processus styloideus), служащий местом прикрепления мышц, а также короткий сосцевидный отросток, который легко прощупывается через кожу. Сосцевидный отросток содержит заполенные воздухом ячейки. Он отделяется от пирамиды сосцевидной вырезкой. Вблизи основания пирамиды расположена яремная ямка, а спереди от ямки - наружное отверстие сонного канала. На гребешке между яремной ямкой и наружным отверстием сонного канала расположена каменистая ямочка.
Рельеф наружной поверхности пирамиды является местом прикрепления мышц, книзу она вытягивается в сосцевидный отросток к которому прикрепляется грудино-ключично-сосцевидная мышца.
На сосцевидном отростке (на его передней гладкой поверхности) височной кости выделяют треугольник Шипо, являющийся местом оперативного доступа к ячейкам сосцевидного отростка. На рентгенограмме височных костей выделяют, так называемый синодуральный угол (угол Чителли).
Внутри сосцевидный отросток содержит ячейки (cellulae mastoideae), которые представляют собой воздушные полости, сообщающиеся с барабанной полостью (средним ухом) посредством сосцевидной пещеры (antrum mastoideum).
Височная кость соединена с затылочной, теменной и клиновидной костями. Участвует в образовании яремного отверстия.

## Каналы височной кости[1][2]
- Сонный канал, canalis caroticus, в котором залегает внутренняя сонная артерия. Начинается на нижней поверхности пирамиды, наружным сонным отверстием (foramen caroticum externum), направляется вертикально вверх, изгибаясь под прямым углом, направляется вперед и медиально. Открывается канал в полость черепа внутренним сонным отверстием (foramen caroticum internum).
- Каналец барабанной струны, canaliculus chordae tympani, начинается от канала лицевого нерва, несколько выше шилососцевидного отверстия (foramen stylomastoideum), направляется вперед и открывается в барабанную полость. В этом канальце проходит ветвь лицевого нерва — барабанная струна (chordae tympanici), которая затем выходит из барабанной полости через каменисто-барабанную щель (fissura petrotympanica).
- Лицевой канал, canalis facialis, в котором проходит лицевой нерв, начинается он на дне внутреннего слухового прохода, затем идет горизонтально сзади наперед. Достигнув уровня расщелины канала большого каменистого нерва, канал уходит назад и латерально, под прямым углом, образуя изгиб, или коленце лицевого канала. Далее канал направляется назад, следует горизонтально вдоль оси пирамиды. Затем поворачивает вертикально вниз, огибая барабанную полость, и на нижней поверхности пирамиды заканчивается шилососцевидным отверстием (foramen stylomastoideum).
- Мышечно-трубный канал, canalis musculotubaris, имеет общую стенку с сонным каналом. Начинается в углу, образованном передним краем пирамиды и чешуей височной кости, идет кзади и латерально, параллельно переднему краю пирамиды. Мышечно-трубный канал продольной горизонтальной перегородкой делится на два полуканала. Верхний полуканал занят мышцей, напрягающей барабанную перепонку, а нижний является костной частью слуховой трубы. Оба полуканала открываются в барабанную полость на передней её стенке.
- Сосцевидный каналец, canaliculus mastoideus, берёт начало на дне яремной ямки ( fossa jugularis) и заканчивается в барабанно-сосцевидной щели (fisura tympanimastoidea). Через этот каналец проходит ветвь блуждающего нерва.
- Барабанный каналец, canaliculus tympanicus, возникает в каменистой ямочке (fossula petrosa) отверстием, через которое входит ветвь языкоглоточного нерва (IX пара) — барабанный нерв. Пройдя через барабанную полость, этот нерв под названием малого каменистого нерва (n. petrosi minor) выходит через одноимённую расщелину на передней поверхности пирамиды.
- Сонно-барабанные канальцы, canaliculi caroticotympanici, проходят в стенке канала внутренней сонной артерии вблизи его наружного отверстия и открываются в барабанную полость. Они служат для прохождения одноимённых сосудов и нервов.
- Водопровод преддверия, aqueductus vestibuli, канал в пирамиде височной кости, соединяющий преддверие костного лабиринта (расширенная часть костного лабиринта между улиткой внутреннего уха и костными полукружными каналами) с полостью черепа (задняя черепная ямка). Открывается щелью на задней поверхности пирамиды височной кости, позади отверстия внутреннего слухового прохода. В канале проходит вена водопровода преддверия и ductus endolymphaticus, который заканчивается слепым мешком (saccus endolymphaticus), на задней поверхности пирамиды височной кости, между отверстием внутреннего слухового прохода и сигмовидным синусом.
- Водопровод улитки, aqueductus cochleae, длиной около 10 мм, соединяет преддверие внутреннего уха и заднюю поверхность пирамиды височной кости, открываясь у её нижнего края, ниже отверстия внутреннего слухового прохода. Его внутреннее отверстие находится в начале лестницы барабана костной улитки. В канале проходит вена канальца улитки.

## Повреждения
Переломы височной кости исторически делились на три основные категории: 
- продольные, в которых вертикальная ось перелома параллельна пирамиде височной кости;
- горизонтальные, в которых ось перелома перпендикулярна пирамиде височной кости;
- косые, смешанного типа с продольными и горизонтальными компонентами.

Считалось, что горизонтальные переломы связаны с повреждениями лицевого нерва, а продольные - с повреждениями костей среднего уха. 